# Lycoming megye
Lycoming megye az Amerikai Egyesült Államokban, azon belül Pennsylvania államban található. Megyeszékhelye és legnagyobb városa Williamsport. Lakosainak száma 114 188 fő (2020. április 1.). Lycoming megye Potter, Tioga, Bradford, Sullivan, Columbia, Montour, Northumberland, Union és Clinton megyékkel határos.

## Népesség
A megye népességének változása:
| Lakosok száma | 116 176 | 116 692 | 117 317 | 116 754 | 116 048 | 114 188 |
|               | 2010    | 2011    | 2012    | 2013    | 2015    | 2020    |